# Diéné Diawara
Diéné Diawara (29 de janeiro de 1988) é uma basquetebolista malinesa.

## Carreira
Diéné Diawara integrou a Seleção Malinesa de Basquetebol Feminino em Pequim 2008, terminando na décima-segunda posição.